# Bazillen

Bazillen sind nur eine unter vielen äußeren Formen von Bakterien. Auf dieser Graphik steht Bazillus für Stäbchenbakterien und nicht das gleichnamige Taxon.

Stäbchenbakterien oder Bazillen, auch Bacilli (von lateinisch bacillus „Stäbchen“, Verkleinerung von baculum „Stab“) sind stäbchenförmige Bakterien.

## Merkmale und Systematik
Der Begriff Bazillen umfasst eigentlich keine Verwandtschaftsgruppe und damit kein gültiges Taxon, sondern bezieht sich ausschließlich auf die äußere Gestalt der Bakterien. Trotzdem wird der Begriff auch für die Gattung Bacillus angewendet. Dies hängt mit der historischen Entwicklung der Mikrobiologie zusammen, früher wurden so gut wie alle stäbchenförmigen und auf die Gram-Färbung positiv reagierenden Bakterien zu dieser Gattung gestellt. Bei den im Sinne der Zellform stäbchenförmigen Bakterien gibt es in Hinblick auf die Gram-Färbung keine Einheitlichkeit. Innerhalb der gramnegativen Bazillen können beispielsweise Escherichia coli und Salmonella mit MacConkey-Agar unterschieden werden. So sind Bazillen in zahlreichen Verwandtschaftsgruppen der Bakterien zu finden.
Anders als Kokken leben Bazillen meist einzeln und nicht in Ketten; Abweichungen hiervon werden nach der Form ihrer Assoziationen als Diplobacilli, Streptobacilli oder Palisaden bezeichnet (siehe auch Graphik).

### Einige Gattungen grampositiver Bazillen
- Bacillus (Die erste Bazillenreinkultur erfolgte mit dem Milzbranderreger 1876 durch Robert Koch[4])
- Lactobacillus
- Clostridium
- Corynebacterium
- Listeria
- Propionibacterium

### Einige Gattungen gramnegativer Bazillen
- Salmonella
- Escherichia
- Pseudomonas
- Bacteroides

## Abgrenzung des Begriffs
Bacillus bezeichnet nur eine unter vielen Bazillen-Gattungen, während Bacilli (abgeleitet von der Mehrzahl für Bacillus „Stäbchen“) eine Klasse von Bakterien umfasst, zu der nicht nur Bazillen (darunter Bacillus), sondern auch Kokken (Kugelbakterien) gehören. Bei der Lektüre englischsprachiger Texte kann es zu Verwechslungen kommen, da hier bacilli auch generell Bazillen (Stäbchenbakterien) bezeichnet.